# Alkanediol

Ví dụ về một 1,2-diol (Ethyleneglycol, trên cùng), 1,3-diol (1,3-Propanediol, giữa) và 1,4-diol (1,4-Butanediol, dưới cùng).

Một alkanediol, bao gồm ankan và diol, là một nhóm các chất bao gồm các chuỗi hydrocarbon thẳng hoặc nhánh chứa đúng hai nhóm hydroxy ở vị trí khác nhau. Chúng là một nhóm con của diol và không chứa các dị nguyên tử khác hoặc đa liên kết.